# Owen Willans Richardson
Sir Owen Willans Richardson (26. dubna 1879 Dewsbury, Yorkshire – 15. února 1959 Alton) anglický fyzik, nositel Nobelovy ceny za fyziku (1928), kterou obdržel za výzkum tepelné emise, zejména za objev po něm pojmenovaného zákona.

## Život
Owen Willans Richardson v roce 1900 promoval na Trinity College v Cambridgi. V roce 1906 se stal profesorem fyziky na universitě v Princetonu.
V roce 1911 dokázal, že elektrony jsou emitovány přímo z horkých kovů a později formuloval Richardsonův zákon, zvaný též Richardsonova-Dushmanova rovnice. V roce 1914 byl jmenován profesorem fyziky na King’s College v Londýně. V roce 1939 byl povýšen do šlechtického stavu.